# Tomas Riad
Tomas Staffan Riad (15 de novembre de 1959) és un lingüista suec, especialitzat en fonologia i prosòdia sueques. Va rebre el seu doctorat de la Universitat d'Estocolm el 1992 i és professor al Departament de llengües escandinaves de la mateixa universitat. Riad també és violinista, format al Royal College of Music de Londres i ha treballat com a músic a temps complet. Va ser elegit membre de l'Acadèmia Sueca el 29 de setembre de 2011 (ocupant el seu escó el 20 de desembre, on fins al moment seia Birgitta Trotzig).

## Publicacions
- Squibs, remarks and replies (1988); amb Elly van Gelderen &, Arild Hestvik
- Reflexivity and predication (1988)
- Structures in Germanic Prosody. A diachronic study with special reference to the Nordic languages (1992)
- Birgitta Trotzig – Svenska Akademien Inträdestal (2011)
- The Phonology of Swedish (2014)

### Com a editor
- Tones and Tunes: Typological Studies in Word and Sentence Prosody (2007)
- Tones and Tunes: Experimental Studies in Word and Sentence Prosody (2007)
- Typological Studies in Word and Sentence Prosody (2007)
- Studier i svensk språkhistoria. 12, Variation och förändring (2014)